# Садковське сільське поселення
Садковське сільське поселення — муніципальне утворення Красносулинського району Ростовської області.
Адміністративний центр поселення — хутір Садки.
Населення - 3056 осіб (2010 рік).

## Географія
Садковське сільське поселення розташоване у долині річки Кундрюча, правій притоці Сіверського Дінцю; у південно-східному куті Красносулинського району.

## Адміністративний устрій
До складу Садковського сільського поселення входять:
- хутір Садки - 1863 особи (2010 рік),
- хутір Дудкино - 561 особа (2010 рік),
- хутір Зайцівка - 613 осіб (2010 рік),
- хутір Правда - 19 осіб (2010 рік).